# 尾流雲

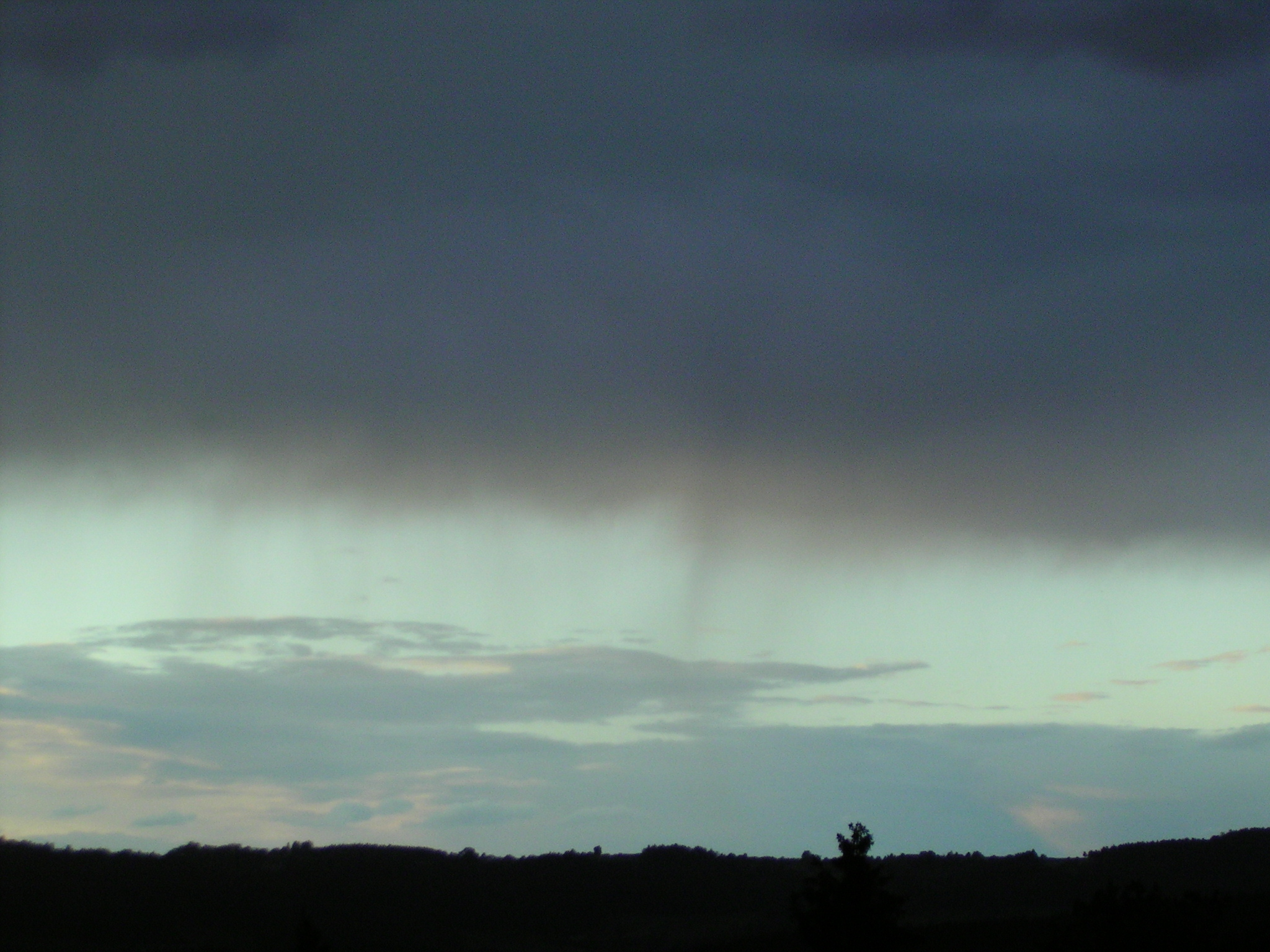
乱層雲の尾流雲

尾流雲（びりゅううん、ラテン語学術名:virga、略号:vir）とは、雲の分類において部分的に特徴のある雲（副変種）の1つ。雲から降水が落下しているが途中で蒸発・昇華し先端が地表に到達していないもの。降水条（こうすいじょう, fall streaks）とも言う。地上に達すれば降水雲となる。
尾流雲の垂れさがるすじは、垂直なものもあるが、多くは斜めになっていて、途中で曲がったものもある。すじが曲がるのは、主に雨粒の蒸発（氷晶の昇華）により粒径が小さくなり終端速度が遅くなるためと考えられる。鉛直のウインドシア（上下での風向風速の急変）によるものもある。
十種雲形（類、基本形）のうち、主に巻積雲、高積雲、高層雲、乱層雲、層積雲、積雲、積乱雲に見られる。高層雲や乱層雲では、ほとんどに尾流雲がみられる。層積雲ではかなりの低温下で稀にみられる。
高層雲の下部と尾流雲は区別が難しいことがあり、雪が一様に降るときに顕著になる。巻積雲では小さな尾流雲がみられ、塔状雲や房状雲によくみられる。高積雲では多くの雲種に尾流雲がみられ、特に房状高積雲は広がり消えていく過程で氷晶でできた白い尾流雲をつくり、やがて巻雲へと変化することがある。また、薄い雲では尾流雲が発生したのち雲が消えてしまうことがある。
部分的に特徴のある雲（副変種）の1つcavumはしばしば尾流雲を伴う。
尾流雲の場合は、地上で降水が観測されなくても、上空を飛行する航空機などは降水を受ける可能性がある。
尾流雲は、降水雲と同様に、虹が見られることがある。
特定の条件下では、尾流雲で起こる水滴の蒸発が「乾いたダウンバースト（ドライ・ダウンバースト）」を引き起こすことがある。湿度の低い乾燥した大気の上に湿った大気があって降水（尾流雲）のあるとき、蒸発する水滴が大気から熱を奪い下降気流が発生する。地上のレーダーでは高い高度の尾流雲を観測できない場合があり、航空の安全を脅かすことがあるため注意しなければならないとされる。アメリカ中西部など強い乾燥がある地域では、急激な下降気流によって空気が圧縮されて逆に温度が上がるヒートバースト(Heat burst)も観測されており、猛烈な突風を発生させることが知られている。
ラテン語"virga"は棒、笏、杖、枝などを意味する。
元気象庁長官の吉武素二によれば、"virga"の訳語が「尾流雲」となったのは以下の経緯による。終戦直後に測候課長であった吉武が国際雲図帳の翻訳に際してvirgaの訳語が必要になり、ビルガ→ビリュウ→尾流雲と連想し、「尾流雲」という訳語が観測法改訂委員会により認められたので、中央気象台が昭和25年1月に発刊した『地上気象観測法』（暫定版）において初めて使用された。